# 李含荃
李含荃（？—1933年）祖籍甘肃省蘭州府靖遠县，中华民国官员。

## 生平
李含荃是长期在新疆省工作的官员李溶的次子。1922年至1924年，中华民国第一届国会第三期常会举行，新疆的李含荃任众议院议员。当时他父亲李溶也正任国会参议院议员。
民国20年（1931年）5月，哈密县、伊吾县爆发和加尼牙孜领导的反对金树仁政权的维吾尔族农民起义，金树仁先后派遣新疆省陆军第八团、第九团镇压，都被农民军及马仲英部队击败。受此影响，镇西县（今巴里坤哈薩克自治县）有部分哈萨克族民众也参与反对金树仁活动，但镇西县的哈萨克族头人艾里甫及其部落并未对和加尼牙孜起义公开作出反应。和加尼牙孜写信劝艾里甫援助农民军，艾里甫见信后未表态。和加尼牙孜乃率领部分武装人员翻越天山抵达镇西县橙槽沟，派兵弁巴义吉英通知艾里甫来见。艾里甫带十多人去会见，遭到和加尼牙孜斥责并软禁。和加尼牙孜要求艾里甫命他的哈萨克族部落全迁移到橙槽沟，但牧民行进至巴里坤湖畔后再没前进。和加尼牙孜转而让艾里甫为农民军捐1000只羊，艾里甫的两个弟弟霍加别尔根、霍加恒同意了该要求并迅速筹到羊只，被软禁7天的艾里甫获释。金树仁风闻艾里甫支援农民军枪支和羊，即责令镇西县县长李含荃调查上报。李含荃查清后向新疆省政府汇报实情，并请新疆省政府勿以武力对付镇西县的哈萨克族。但此后金树仁在1932年夏任命盛世才为“东疆剿匪总指挥”，率部坐镇镇西县镇压和加尼牙孜农民军。1932年10月，艾里甫的部落正转进煤矿西边的秋牧场段家地，艾里甫被盛世才授意陈培秀杀害，艾里甫部落里108名老人、妇女、孩子也被陈培秀杀害。从此部落在艾里甫的长子叶里斯汗的带领下公开对抗新疆省政府军队。
1933年5月12日，马仲英第二次进占哈密。1933年5月16日，马仲英派马虎臣率军进占镇西县，马应禄部、马应彪部随即开进镇西县城。不久，马虎臣、马应禄率部向西，马应彪驻守镇西。马应彪部进占镇西县后，抢夺百姓财产并强索粮食，不如意便捆绑吊打百姓。同时，马仲英任命部下马寿山为镇西县县长。原镇西县县长李含荃趁马仲英部进攻迪化之时，秘密召集各方面人士张炳南、蔡海山、孙茂亭、李含英等商议夺取镇西县城，决定在1933年12月29日，李含荃设家宴款待马应彪及其手下军官，在席间捉住他们。但当李含荃应酬马应彪时露出破绽，马应彪随即回军营，派部队查抄李公馆并抓走李含荃，枪杀于哈密北沙窝。

## 家庭
- 父：李溶，新疆省政府省长。[1]
- 子：李家栋